# Canto popolare
Il canto popolare indica genericamente vari generi di musica che vanno da quelle pensate e scritte "per il popolo" (popular music o pop), a quelle provenienti "dal popolo" (musica folk). 

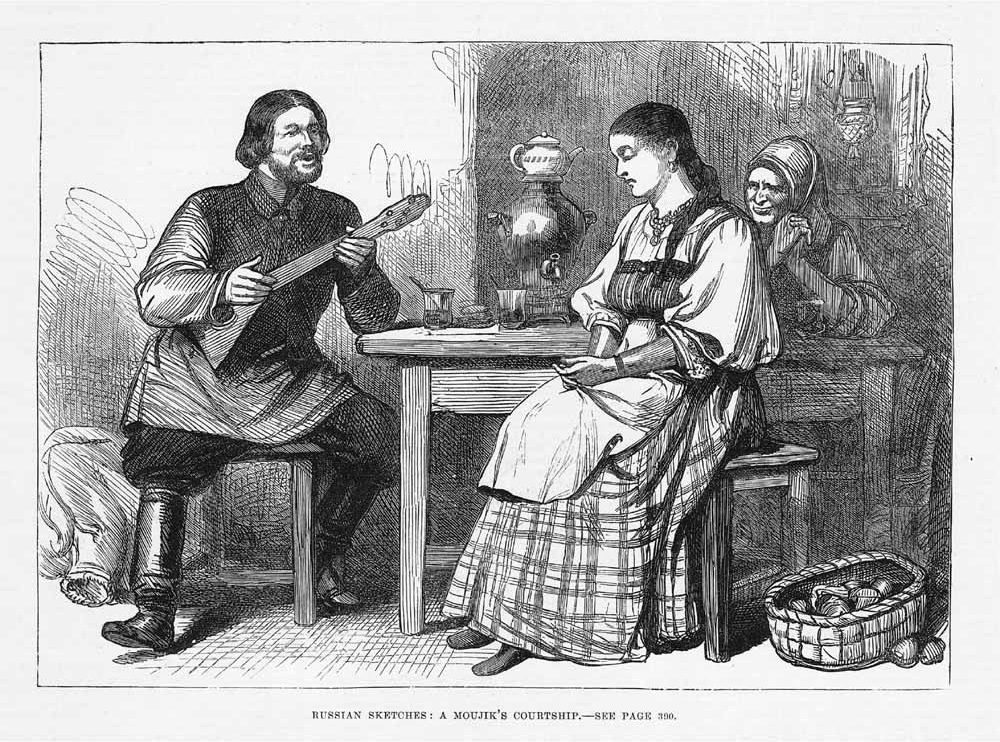
Canto di corteggiamento nella Russia del XIX secolo (stampa su tela, 1880)

Al primo gruppo appartengono, quindi, la quasi totalità delle musiche che quotidianamente si possono ascoltare alla radio o in televisione, ma, a ben vedere, anche le musiche dei grandi compositori, essendo spesso "dedicate" al popolo (o solo ad alcuni ceti particolari della popolazione), possono talvolta essere ascritte a questa categoria

## Storia
La canzone popolare nasce insieme alla civiltà umana e con essa si sviluppa nel corso dei secoli.
(Paolo Bon, La teoria evolutiva del Diatonismo e le sue applicazioni, 1995.)
Oltre a un'analisi prettamente storico-evoluzionistica, il canto folklorico, innestandosi radicalmente all'interno delle diverse società, ha permesso un'attenta analisi delle fenomenologie sociologiche. A tal proposito, si possono citare i canti epici che narrano imprese e storie eroiche (molto diffusi nei Balcani in nord Europa e in Medio Oriente); le ballate o (folk) ballads britanniche; i canti di lavoro (da quelli degli schiavi afroamericani a quelli delle mondine o dei battipali italiani); i canti rituali (dai riti ancestrali africani ai festeggiamenti per la Pasqua); le filastrocche e le ninne nanne; gli inni, le villotte, etc.
Il canto folklorico, inteso come folk song è, del resto, presente tutt'oggi nella vita quotidiana.
È proprio a motivo di questo speciale rapporto con un passato indistinto, sostanziato innanzitutto da questa sua indefinibilità, che le melodie folkloriche sono prima di ogni altra cosa il prodotto della rielaborazione costante di una tradizione. Così, ad esempio, una melodia spesso associata ad un determinato contesto, dopo approfondita ricerca, può facilmente rivelarsi ascrivibile ad un altro contesto più arcaico: "non si creda che il canto Oh! Susanna sia un canto del Far West: si tratta di un'antica melodia proveniente dalle isole britanniche, le cui radici si perdono nella notte dei tempi ed è giunta negli Stati Uniti con l'avvento dei primi coloni".

### Il canto popolare nella musica corale
L'Italia possiede un ricchissimo patrimonio di "meloi arcaici", molto differenziati regionalmente, e numerosi ricercatori hanno raccolto e catalogato centinaia di linee melodiche arcaiche.
Spesso una linea melodica può avere diversi testi (e può essere stata raccolta in contesti geografici lontanissimi l'uno dall'altro) o lo stesso testo può essere stato adattato a diverse melodie.
Le linee melodiche arcaiche, di tradizione orale, e quindi originali, spesso oggi vengono tenute in considerazione da compositori di altissimo livello che, prendendo il materiale in questione, dopo una lunga ricerca nella tradizione folkloriche locali, lo elaborano trasformandolo in una vera e propria opera polifonica, fissandolo così nel tempo e nello spazio e conseguentemente salvaguardando un patrimonio culturale di inestimabile valore che, altrimenti, andrebbe perduto.
La gran parte di questo materiale melodico arcaico rielaborato entra a far parte del repertorio di quell'affascinante strumento che è il coro.
Nel secolo scorso, fra i "pionieri" nell'arte dell'elaborazione corale, troviamo nomi importanti come: Leone Sinigaglia, Antonio Illersberg, Antonio Pedrotti, Renato Dionisi, Arturo Benedetti Michelangeli, Efrem Casagrande e successivamente Bruno Bettinelli, Luciano Berio, Lamberto Pietropoli, Orlando Dipiazza, e molti altri.
Numerosi sono anche gli artisti ricercatori ed i gruppi di ricerca musicale che si sono impegnati nell'opera di riscoperta e conservazione della cultura del canto folklorico come ad esempio Alberto Favara, Paolo Bon, Roberto Leydi, Pavle Merkù, Luigi Colacicchi, Giorgio Vacchi, ecc.

### Il canto d'autore di ispirazione popolare
Qualsiasi linea melodica scritta oggi non si può definire folk music ma popular music, e gran parte della musica che si confonde con elaborazioni di canti arcaici è invece opera di autore (come ad esempio il celeberrimo canto Signore delle cime di Bepi De Marzi o La Montanara di Toni Ortelli, armonizzata da Luigi Pigarelli), oppure ancora il canto in lingua sarda No potho reposare scritto da Salvatore "Badore" Sini nel 1926; tutti questi esempi si possono definire "canti d'autore di ispirazione folklorica".